# Pyeongchang
Pyeongchang (tiếng Hàn: 평창, hanja: 平昌 (Bình Xương)) là một huyện ở tỉnh Gangwon của Hàn Quốc, đây là huyện lớn thứ 3 quốc gia này. Huyện này nằm ở khu vực dãy núi Taebaek (Thái Bạch) và có nhiều chùa, trong đó có Woljeong-sa (Nguyệt Tinh tự). Cao độ của Pyeongchang là 700 m trên mực nước biển, có nơi lên đến 1000 m trên mực nước biển. Huyện cách thủ đô Seoul 180 km về phía đông.
Huyện Pyeongchang là nơi đăng cai Thế vận hội Mùa đông 2018.

## Khí hậu
| Dữ liệu khí hậu của Daegwallyeong, Pyeongchang | Dữ liệu khí hậu của Daegwallyeong, Pyeongchang | Dữ liệu khí hậu của Daegwallyeong, Pyeongchang | Dữ liệu khí hậu của Daegwallyeong, Pyeongchang | Dữ liệu khí hậu của Daegwallyeong, Pyeongchang | Dữ liệu khí hậu của Daegwallyeong, Pyeongchang | Dữ liệu khí hậu của Daegwallyeong, Pyeongchang | Dữ liệu khí hậu của Daegwallyeong, Pyeongchang | Dữ liệu khí hậu của Daegwallyeong, Pyeongchang | Dữ liệu khí hậu của Daegwallyeong, Pyeongchang | Dữ liệu khí hậu của Daegwallyeong, Pyeongchang | Dữ liệu khí hậu của Daegwallyeong, Pyeongchang | Dữ liệu khí hậu của Daegwallyeong, Pyeongchang | Dữ liệu khí hậu của Daegwallyeong, Pyeongchang |
| Tháng                                          | 1                                              | 2                                              | 3                                              | 4                                              | 5                                              | 6                                              | 7                                              | 8                                              | 9                                              | 10                                             | 11                                             | 12                                             | Năm                                            |
| ---------------------------------------------- | ---------------------------------------------- | ---------------------------------------------- | ---------------------------------------------- | ---------------------------------------------- | ---------------------------------------------- | ---------------------------------------------- | ---------------------------------------------- | ---------------------------------------------- | ---------------------------------------------- | ---------------------------------------------- | ---------------------------------------------- | ---------------------------------------------- | ---------------------------------------------- |
| Cao kỉ lục °C (°F)                             | 9.3 (48.7)                                     | 16.5 (61.7)                                    | 20.5 (68.9)                                    | 30.1 (86.2)                                    | 31.0 (87.8)                                    | 32.3 (90.1)                                    | 32.9 (91.2)                                    | 32.7 (90.9)                                    | 29.0 (84.2)                                    | 26.1 (79.0)                                    | 21.5 (70.7)                                    | 13.5 (56.3)                                    | 32.9 (91.2)                                    |
| Trung bình ngày tối đa °C (°F)                 | −1.8 (28.8)                                    | 0.6 (33.1)                                     | 5.5 (41.9)                                     | 12.9 (55.2)                                    | 18.4 (65.1)                                    | 21.3 (70.3)                                    | 23.4 (74.1)                                    | 23.6 (74.5)                                    | 19.4 (66.9)                                    | 14.6 (58.3)                                    | 7.5 (45.5)                                     | 0.5 (32.9)                                     | 12.2 (53.9)                                    |
| Trung bình ngày °C (°F)                        | −6.9 (19.6)                                    | −4.6 (23.7)                                    | 0.4 (32.7)                                     | 7.0 (44.6)                                     | 12.5 (54.5)                                    | 16.2 (61.2)                                    | 19.6 (67.3)                                    | 19.7 (67.5)                                    | 14.6 (58.3)                                    | 8.8 (47.8)                                     | 2.3 (36.1)                                     | −4.5 (23.9)                                    | 7.1 (44.8)                                     |
| Tối thiểu trung bình ngày °C (°F)              | −12.2 (10.0)                                   | −10.1 (13.8)                                   | −4.7 (23.5)                                    | 1.2 (34.2)                                     | 6.8 (44.2)                                     | 11.6 (52.9)                                    | 16.6 (61.9)                                    | 16.5 (61.7)                                    | 10.4 (50.7)                                    | 3.5 (38.3)                                     | −2.6 (27.3)                                    | −9.4 (15.1)                                    | 2.3 (36.1)                                     |
| Thấp kỉ lục °C (°F)                            | −28.9 (−20.0)                                  | −27.6 (−17.7)                                  | −23.0 (−9.4)                                   | −14.6 (5.7)                                    | −4.7 (23.5)                                    | −1.7 (28.9)                                    | 4.4 (39.9)                                     | 3.3 (37.9)                                     | −2.3 (27.9)                                    | −9.9 (14.2)                                    | −18.7 (−1.7)                                   | −24.7 (−12.5)                                  | −28.9 (−20.0)                                  |
| Lượng Giáng thủy trung bình mm (inches)        | 53.1 (2.09)                                    | 49.2 (1.94)                                    | 72.6 (2.86)                                    | 93.5 (3.68)                                    | 108.2 (4.26)                                   | 162.5 (6.40)                                   | 336.3 (13.24)                                  | 368.4 (14.50)                                  | 249.6 (9.83)                                   | 97.6 (3.84)                                    | 69.4 (2.73)                                    | 34.7 (1.37)                                    | 1.695,1 (66.74)                                |
| Số ngày giáng thủy trung bình (≥ 0.1 mm)       | 9.4                                            | 8.9                                            | 11.2                                           | 10.4                                           | 10.8                                           | 12.9                                           | 17.8                                           | 18.1                                           | 13.1                                           | 8.9                                            | 10.2                                           | 8.5                                            | 140.2                                          |
| Số ngày tuyết rơi trung bình                   | 13.0                                           | 11.8                                           | 12.0                                           | 3.3                                            | 0.2                                            | 0.0                                            | 0.0                                            | 0.0                                            | 0.0                                            | 0.8                                            | 5.2                                            | 10.9                                           | 57.2                                           |
| Độ ẩm tương đối trung bình (%)                 | 66.3                                           | 65.7                                           | 65.8                                           | 61.9                                           | 67.5                                           | 79.4                                           | 86.2                                           | 87.2                                           | 85.5                                           | 76.8                                           | 70.3                                           | 66.6                                           | 73.3                                           |
| Số giờ nắng trung bình tháng                   | 199.3                                          | 193.5                                          | 210.9                                          | 223.1                                          | 237.2                                          | 192.4                                          | 143.0                                          | 138.2                                          | 149.6                                          | 196.2                                          | 177.2                                          | 193.3                                          | 2.253,9                                        |
| Phần trăm nắng có thể                          | 64.4                                           | 60.8                                           | 54.6                                           | 57.4                                           | 52.1                                           | 40.7                                           | 30.8                                           | 31.0                                           | 38.6                                           | 55.5                                           | 57.8                                           | 64.3                                           | 49.3                                           |
| Nguồn:                                         |                                                |                                                |                                                |                                                |                                                |                                                |                                                |                                                |                                                |                                                |                                                |                                                |                                                |